# Clásica de San Sebastián 2007
Clásica de San Sebastián 2007 foregik i området rundt om den  spanske by San Sebastián den 4. august 2007 og var den 27. udgave af løbet.
Italienske Leonardo Bertagnolli (LIQ) og spanieren Juan Manuel Garate (QSI) stak fra en udbrydergruppe ti kilometer før mål, og i spurten havde Garate ikke noget at stille med. Dermed havde Liquigas fået to sejre i to klassikere så langt i sæsonen, efter at Danilo Di Luca vandt Liège-Bastogne-Liège i april.

## Resultat

### San Sebastián, 225 km
04-08-2007
|     | Rytter               | Hold             | Tid     | ProTour point |
| --- | -------------------- | ---------------- | ------- | ------------- |
| DSQ | Leonardo Bertagnolli | Liquigas         | 5:12.43 | 40            |
| 2   | Juan Manuel Gárate   | Quick Step       | s.t.    | 30            |
| 3   | Alejandro Valverde   | Caisse d'Epargne | +0.18   | 25            |
| 4   | Alessandro Ballan    | Lampre           | s.t.    | 20            |
| 5   | Carlos Barredo       | Quick Step       | s.t.    | 15            |
| 6   | Mikel Astarloza      | Euskaltel        | s.t.    | 11            |
| 7   | Carlos Sastre        | CSC              | s.t.    | 7             |
| 8   | Iñigo Landaluze      | Euskaltel        | +0.28   | 5             |
| 9   | Xavier Florencio     | Bouygues Télécom | s.t.    | 3             |
| 10  | Giovanni Visconti    | Quick Step       | +0.37   | 1             |